# Група десятки
Група десятки (G10, G-10) посилається на групу країн, які погодилися брати участь у Загальних домовленостях про позики (англ. General Arrangements to Borrow, GAB), угоді про надання Міжнародному валютному фонду (МВФ) додаткових коштів для підвищення його кредитної спроможності.

## Історія
Група була створена в 1962 році, коли уряди восьми країн-членів Міжнародного валютного фонду (МВФ) — Бельгії, Канади, Франції, Італії, Японії, Нідерландів, Великої Британії та Сполучених Штатів — і центральні банки двох інших країн, Німеччини та Швеції, погодилися надати МВФ додаткові 6 мільярдів доларів зі своїх ресурсів. Ці додаткові кошти були призначені для того, щоб дозволити МВФ збільшити кредитні ресурси.
У 1964 році ці кошти були використані МВФ для порятунку фунта стерлінгів. Група G-10 розширилася в 1964 році за рахунок приєднання одинадцятого члена, Швейцарії, яка на той час не була членом МВФ, але назва групи залишилася незмінною.

## Діяльність
GAB дозволяє МВФ запозичувати певні суми валюти у цих одинадцяти промислово розвинених країн (або їхніх центральних банків) за певних обставин. Зокрема, пропозиція про запозичення в рамках GAB може бути зроблена лише тоді, коли пропозиція про встановлення періоду активації в рамках Нових домовленостей про запозичення (NAB) не приймається учасниками NAB, які налічують 38 країн, серед яких країни БРІКС та держави Близького Сходу.
Потенційна сума кредиту, доступного МВФ в рамках Загальних домовленостей про позики (GAB), становить 17 млрд СПЗ (близько 26 млрд доларів США), з додатковими 1,5 млрд СПЗ, доступними в рамках асоційованої угоди[уточнити] з Саудівською Аравією. GAB був створений у 1962 році і розширений у 1983 році до 17 млрд СПЗ з приблизно 6 млрд СПЗ. Він активувався десять разів, востаннє у 1998 році. Дію GAB та пов'язаної з ним кредитної угоди з Саудівською Аравією було поновлено без змін на п'ятирічний період з 26 грудня 2013 року.
Банк міжнародних розрахунків (БМР) має сторінку електронної бібліотеки публікацій для G-10.

## Спостерігачі
Наступні міжнародні організації є офіційними спостерігачами за діяльністю G10: БМР, Європейська комісія, Міжнародний валютний фонд та Організація економічного співробітництва та розвитку. Люксембург є асоційованим членом.